# Andrey Santos
Andrey Nascimento dos Santos, född 3 maj 2004, är en brasiliansk professionell fotbollsspelare som spelar för Chelsea och det brasilianska landslaget.

## Karriär

### Chelsea
Den 6 januari 2023 meddelade Vasco da Gama att Santos hade lämnat klubben för att gå med i Premier League-klubben Chelsea.

#### Lån till Nottingham Forest
Den 25 augusti 2023 gick Santos på lån till Nottingham Forest. Han debuterade för Forest fem dagar senare, den 30 augusti 2023, i EFL-cupen i en 1–0-förlust mot Burnley. Han debuterade i Premier League den 29 oktober 2023 mot Liverpool på Anfield i en 3–0-förlust. Han återkallades från Nottingham Forest den 4 januari 2024 efter att Santos bara gjort två framträdanden på fem månader.
Lån till Strasbourg
Den 1 februari 2024 lånades Santos ut till Ligue 1-klubben Strasbourg till slutet av säsongen. Han debuterade för Strasbourg den 8 februari 2024, i en 3–1-förlust mot Lorient i Ligue 1. Hans första mål för klubben kom den 12 maj 2024, då han gjorde segermålet i förlängningen i en 2–1-seger mot Metz. Lånet förlängdes med ytterligare en säsong den 2 augusti 2024 till 1 juni 2025.